# Partenariato Economico Globale Regionale
Il Partenariato Economico Globale Regionale (in lingua inglese Regional Comprehensive Economic Partnership, RCEP) è un accordo di libero scambio nella regione dell'Asia Pacifica tra i dieci stati dell'ASEAN (cioè Brunei, Cambogia, Indonesia, Laos, Malaysia, Myanmar, Filippine, Singapore, Thailandia e Vietnam) e cinque dei loro partner di libero scambio: Australia, Cina, Giappone, Nuova Zelanda e Corea del Sud. I 15 paesi membri rappresentano circa il 30% della popolazione mondiale e del PIL, rendendolo il più grande blocco commerciale. È stato firmato al vertice dell'ASEAN virtuale ospitato in Vietnam il 15 novembre 2020, ed è entrato in vigore il 1° gennaio 2022, dopo la ratifica del decimo membro.
Il patto commerciale, che comprende un mix di alto reddito, reddito medio, e paesi a basso reddito, è stato concepito al vertice dell'ASEAN del 2011 a Bali, mentre i negoziati sono stati avviati ufficialmente nel corso del vertice dell'ASEAN del 2012 in Cambogia.
L'RCEP è il primo accordo di libero scambio tra Cina, Giappone e Corea del Sud (tre delle quattro maggiori economie asiatiche) ed è il primo accordo multilaterale di libero scambio a includere la Cina. Al momento della firma, gli analisti prevedevano che avrebbe aiutato a stimolare l'economia durante la pandemia di COVID-19, e "avrebbe attirato il centro di gravità economico verso l'Asia".

## Appartenenza
I leader dell'ASEAN hanno dichiarato che la porta è rimasta aperta per l'India, che ha rinunciato a novembre 2019, per unirsi in seguito.
L'accordo sarà aperto anche a qualsiasi altro partner economico esterno, come le nazioni dell'Asia centrale e le restanti nazioni dell'Asia Pacifica (Asia meridionale, Asia orientale, Asia sud-orientale e Oceania).

### Parti negoziatrici
- Tutti e dieci i membri dell'ASEAN
  -  Brunei
  -  Cambogia
  -  Indonesia
  -  Laos
  -  Malaysia
  -  Birmania
  -  Filippine
  -  Singapore
  -  Thailandia
  -  Vietnam
- Tre stati dell'Asia orientale
  -  Cina
  -  Giappone
  -  Corea del Sud
- Due stati dell'Oceania
  -  Australia
  -  Nuova Zelanda

## Contenuti
L'accordo mira a ridurre le tariffe e la burocrazia. Include regole di origine unificate in tutto il blocco, che possono facilitare le catene di approvvigionamento internazionali e il commercio all'interno della regione. Vieta anche alcune tariffe. Non si concentra sui sindacati, sulla protezione dell'ambiente o sui sussidi governativi.
Il RCEP non è completo come l'Accordo globale e progressivo per il partenariato transpacifico, un altro accordo di libero scambio nella regione che include alcuni degli stessi paesi.

## Valore
Con l'India inclusa il RCEP includerebbe potenzialmente più di tre miliardi di persone o il 45% della popolazione mondiale e un PIL combinato di circa 21,3 trilioni di dollari, pari a circa il 40% del commercio mondiale. La decisione dell'India di non aderire al RCEP ha ridotto significativamente la dimensione potenziale dell'organizzazione. I membri del RCEP costituiscono quasi un terzo della popolazione mondiale e rappresentano il 29% del prodotto interno lordo globale. Il nuovo blocco commerciale libero sarà più grande rispetto sia all'Accordo Stati Uniti-Messico-Canada e l'Unione europea. Il PIL combinato dei potenziali membri del RCEP ha superato il PIL combinato dei membri del Partenariato Trans-Pacifico (TPP) nel 2007. È stato suggerito che la continua crescita economica, in particolare in Cina, India e Indonesia, potrebbe vedere il PIL totale nel RCEP originale e poi con l'adesione crescere fino a oltre 100 trilioni di dollari entro il 2050, circa il doppio della dimensione del progetto delle economie del TPP. Il 23 gennaio 2017, il presidente degli Stati Uniti d'America Donald Trump ha firmato un memorandum che ritira gli Stati Uniti d'America dal TPP, una mossa che è stata vista aumentare le possibilità di successo per il RCEP.
Secondo una proiezione per il 2020, si prevede che l'accordo aumenterà l'economia globale di 186 miliardi di dollari.

## Storia

### 2011
- Nell'agosto 2011, i ministri dell'economia del vertice dell'Asia orientale hanno accolto con favore una "Iniziativa congiunta cinese e giapponese per accelerare l'istituzione di EAFTA e CEPEA".
- Durante il 19° vertice dell'ASEAN tenutosi dal 14 al 19 novembre 2011, è stato introdotto il partenariato economico globale regionale (RCEP).

### 2012
- La 44ª riunione dei Ministri dell'economia (AEM) dell'ASEAN e le relative riunioni si sono tenute a Siem Reap, Cambogia, dal 25 agosto al 1º settembre 2012.
- I leader del 21° vertice dell'ASEAN tenutosi dal 18 al 20 novembre 2012 a Phnom Penh, in Cambogia, hanno approvato il quadro dell'RCEP e hanno annunciato l'avvio dei negoziati.

### 2013
- Il primo ciclo di negoziati per il RCEP si è tenuto dal 9 al 13 maggio 2013 in Brunei.
- Il secondo ciclo di negoziati RCEP si è tenuto dal 23 al 27 settembre 2013 a Brisbane, in Australia.

### 2014
- Il terzo ciclo di negoziati RCEP si è tenuto dal 20 al 24 gennaio 2014 a Kuala Lumpur, in Malesia.
- Il quarto ciclo di negoziati RCEP si è tenuto dal 31 marzo al 4 aprile 2014 a Nanning, in Cina.
- Il quinto ciclo di negoziati RCEP si è tenuto dal 21 al 27 giugno 2014 a Singapore.
- Il sesto ciclo di negoziati RCEP e relativi incontri si è svolto dall'1 al 5 dicembre 2014 a Nuova Delhi, in India. Gli indiani hanno organizzato un evento di sensibilizzazione con la loro comunità imprenditoriale per istruirli sugli obiettivi di RCEP. I giapponesi hanno chiesto di organizzare un seminario sull'e-commerce.

### 2015
- Il settimo ciclo di negoziati RCEP si è tenuto dal 9 al 13 febbraio 2015 a Bangkok, Thailandia. Durante questo ciclo si è riunito un gruppo di esperti sul commercio elettronico. L'Asian Trade Center (con sede a Singapore) ha presentato una proposta riguardante un capitolo sull'e-commerce e ha fatto una presentazione sul documento.
- L'ottavo ciclo di negoziati RCEP si è tenuto dal 5 al 13 giugno 2015 a Kyoto, in Giappone.
- Il nono ciclo di negoziati RCEP si è tenuto dal 3 al 7 agosto 2015 a Nay Pyi Taw, Myanmar.
- Il decimo ciclo di negoziati RCEP si è tenuto dal 12 al 16 ottobre 2015 a Busan, in Corea del Sud. Gli incontri si sono svolti presso BEXCO (Centro congressi ed esposizioni di Busan). Questo ciclo includeva il primo incontro delle parti interessate a livello regionale (organizzato dall'Asian Trade Center con sede a Singapore) che prevedeva un incontro informale tra funzionari governativi e rappresentanti delle imprese durante il pranzo, seguito da un seminario pomeridiano incentrato su ciò che RCEP può fare per aiutare le imprese a operare nel spazio e-commerce.

### 2016
- L'undicesimo ciclo dei negoziati RCEP si è tenuto il 14-19 febbraio 2016 a Bandar Seri Begawan, Brunei.
- Il dodicesimo ciclo di negoziati dell'RCEP si è tenuto dal 17 al 29 aprile 2016 a Perth, in Australia.
- Il tredicesimo ciclo di negoziati RCEP si è tenuto il 12-18 giugno 2016 ad Auckland, in Nuova Zelanda.
- Il quattordicesimo ciclo di negoziati RCEP si è tenuto il 15-18 agosto 2016 in Vietnam.
- Il quindicesimo round dei negoziati RCEP si è tenuto dall'11 al 22 ottobre 2016 a Tientsin, in Cina.
- Il sedicesimo ciclo di negoziati dell'RCEP si è svolto dal 6 al 10 dicembre 2016 a Tangerang, in Indonesia.

### 2017
- Il diciassettesimo ciclo di negoziati dell'RCEP si è tenuto a Kobe, dal 27 febbraio al 3 marzo 2017 a Kōbe, in Giappone.
- Il diciottesimo ciclo di negoziati RCEP si è tenuto l'8 e il 12 maggio 2017 a Manila, nelle Filippine.
- Il diciannovesimo ciclo dei negoziati RCEP si è tenuto dal 24 al 28 luglio 2017 a Hyderabad, in India.
- Il ventesimo ciclo di negoziati RCEP si è tenuto dal 17 al 28 ottobre 2017 a Incheon, in Corea.
- Il primo vertice RCEP si è tenuto il 14 novembre 2017 a Manila, nelle Filippine.

### 2018
- Il ventunesimo ciclo di negoziati RCEP si è tenuto dal 2 al 9 febbraio 2018 a Yogyakarta, in Indonesia.
- Il ventiduesimo ciclo di negoziati RCEP si è tenuto dal 28 aprile all'8 maggio 2018 a Singapore.
- Il ventitreesimo ciclo dei negoziati RCEP si è tenuto dal 17 al 27 luglio 2018 a Bangkok, Thailandia.
- Agosto-ottobre 2018, una serie di riunioni ministeriali a Singapore e Auckland.
- Il ventiquattresimo ciclo di negoziati RCEP si è tenuto dal 18 al 27 ottobre 2018 ad Auckland, in Nuova Zelanda.
- 14 novembre 2018, è previsto un vertice dei leader a Singapore.

### 2019
- Il venticinquesimo ciclo di negoziati RCEP si è svolto dal 19 al 28 febbraio a Bali, in Indonesia, da febbraio.
- 2 marzo 2019, riunione ministeriale dei ministri del Commercio RCEP tenutasi in Cambogia. I ministri hanno convenuto di intensificare l'impegno per il resto dell'anno (anche convocando più riunioni intersessionali).
- Gli alti funzionari terranno riunioni intersessionali a partire dal 24 maggio 2019 a Bangkok, in Thailandia, per appianare le questioni relative al settore dei beni e dei servizi.
- Il ventiseiesimo ciclo dei negoziati RCEP si è tenuto il 3 luglio 2019 a Melbourne, in Australia.
- Il ventisettesimo ciclo dei negoziati RCEP si è tenuto a Zhengzhou, in Cina, dal 22 al 31 luglio 2019.
- 2-3 agosto 2019, riunione ministeriale dei ministri del Commercio RCEP tenutasi a Pechino, Cina.
- Il 3° vertice RCEP si terrà ancora una volta dal 31 ottobre al 3 novembre 2019 in Thailandia con il 35° vertice dell'ASEAN lo stesso giorno.
- Il ventottesimo ciclo di negoziati RCEP si è tenuto a Danang, in Vietnam, dal 19 al 27 settembre 2019.
- L'India rinuncia alla RCEP il 4 novembre 2019 al vertice dell'ASEAN + 3, citando, secondo la sua opinione, l'impatto negativo che l'accordo avrebbe sui suoi cittadini. Alla luce della partenza dell'India, il Giappone e la RPC hanno invitato l'India a partecipare nuovamente al partenariato.

### 2020
- Il ventinovesimo ciclo di negoziati RCEP si è tenuto dal 20 al 24 aprile 2020 come videoconferenza, a causa dell'attuale situazione relativa alla pandemia di COVID-19.
- Il 30 aprile 2020 è stata pubblicata la Dichiarazione congiunta della 29ª riunione del Comitato per il commercio RCEP (RCEP TNC).
- Il tredicesimo ciclo di negoziati RCEP si è tenuto dal 15 al 20 maggio 2020 come videoconferenza, a causa dell'attuale situazione relativa alla pandemia di COVID-19.
- La decima riunione ministeriale intersessionale dell'RCEP si è tenuta sotto forma di videoconferenza il 23 giugno. I funzionari hanno ribadito la loro determinazione a firmare l'RCEP al quarto vertice dell'RCEP a novembre.
- Il trentunesimo ciclo di negoziazione RCEP si è tenuto il 9 luglio come videoconferenza, a causa dell'attuale situazione relativa alla pandemia di COVID-19.
- L'ottava riunione ministeriale del partenariato economico globale regionale (RCEP) si è tenuta il 27 agosto come videoconferenza, a causa dell'attuale situazione relativa alla pandemia di COVID-19. I ministri hanno rilasciato una dichiarazione congiunta ai media salutando con favore i progressi compiuti verso la conclusione dell'accordo per la firma e ribadendo che il RCEP resta aperto per l'India.
- L'undicesima riunione ministeriale inter-sessione RCEP tenutasi sotto forma di videoconferenza il 14 ottobre.
- Riunione ministeriale preparatoria della RCEP tenuta sotto forma di videoconferenza l'11 novembre.
- Il RCEP è stato firmato il 15 novembre in una cerimonia insolita che ha visto i 15 paesi membri partecipare tramite collegamento video a causa della pandemia di COVID-19.

### 2022
- L’accordo entra ufficialmente in vigore il 1º gennaio.

## Reazioni
Nel 2016 la Electronic Frontier Foundation ha descritto la prima bozza delle disposizioni sulla proprietà intellettuale dell'RCEP come contenente "semplicemente le peggiori disposizioni sul copyright mai viste in un accordo commerciale".
L'India si è ritirata dall'accordo nel novembre 2019, principalmente a causa delle preoccupazioni relative al dumping di prodotti manifatturieri dalla Cina e di prodotti agricoli e lattiero-caseari dall'Australia e dalla Nuova Zelanda, che potrebbero colpire i propri settori industriali e agricoli nazionali. A causa del ritiro dell'India, si teme che la Cina possa dominare l'RCEP.
Quando è stato firmato l'RCEP il Primo ministro del Consiglio di Stato della Repubblica Popolare Cinese Li Keqiang lo ha dichiarato "una vittoria del multilateralismo e del libero scambio". Il primo ministro di Singapore Lee Hsien Loong lo ha definito "un importante passo avanti per la nostra regione" e un segno di sostegno al libero scambio e all'interdipendenza economica.